# ريال مدريد موسم 1905–06
كان موسم 1905–06 هو الموسم الرابع لـريال مدريد في تاريخه، والذي كان يُسمى في ذلك الوقت بـ مدريد إف سي. لعب النادي ثلاث مباريات ودية بما في ذلك مباراتهم الدولية الأولى ضد النادي الفرنسي غاليا إف سي. كما لعبوا في بطولة مدريد وكأس الملك. فاز مدريد إف سي بالمسابقتين ليصبح أول نادٍ يدافع عن اللقبين بنجاح.

## الملخص
- 23 أكتوبر: نظم مدريد إف سي مباراة ودية ضد الفريق الفرنسي غاليا إف سي لإحياء ذكرى زيارة الرئيس الفرنسي إميل لوبيه إلى مدريد. انتهت المباراة بالتعادل 1–1. كانت هذه أول مباراة دولية تقام في مدريد.[1]

## اللاعبون
ملاحظة: تشير الأعلام إلى المنتخب الوطني على النحو المحدد في قواعد الأهلية للفيفا. قد يحمل اللاعبون أكثر من جنسية واحدة غير تابعة للفيفا.
| الرقم | البلد   | المركز | اللاعب                   |
| ----- | ------- | ------ | ------------------------ |
|       | إسبانيا | حارس   | مانويل ألكالدي باهاموندي |
|       | إسبانيا | مدافع  | خوسيه بيراوندو           |
|       | إسبانيا | وسط    | إنريكي نورماند           |
|       | كوبا    | وسط    | خوسيه جيرالت             |
|       | إسبانيا | وسط    | مانويل براست             |
|       | إسبانيا | وسط    | مانويل موريسيو يارزا     |

| الرقم | البلد     | المركز | اللاعب                        |
| ----- | --------- | ------ | ----------------------------- |
|       | فرنسا     | مهاجم  | بيدرو باراغيس                 |
|       | غواتيمالا | مهاجم  | فيديريكو ريفويلتو             |
|       | إسبانيا   | مهاجم  | أنطونيو نيرا                  |
|       | كوبا      | مهاجم  | أرماندو جيرالت                |
|       | كوبا      | مهاجم  | ماريو جيرالت                  |
|       | إسبانيا   | مهاجم  | خواكين يارزا أورمازابال       |
|       | إسبانيا   | مهاجم  | أنطونيو ألونسو خيمينيز-كوينكا |

المصدر:

## المباريات الودية
| ودية 26 أكتوبر 1905 | نادي مدريد لكرة القدم | 1–1   | غاليا إف سي | مدريد، إسبانيا                          |
|                     | براست                 | تقرير | جوفي        | الملعب: حلبة سباق الخيل الحكم: ستاينبرغ |

| ودية 13 مايو 1906 | نادي مدريد لكرة القدم | 7–0   | إف سي إنترناسيونال | ناربايز، مدريد |
|                   |                       | تقرير |                    |                |

| ودية 13 مايو 1906                                                       | نادي برشلونة               | 5–2   | نادي مدريد لكرة القدم | برشلونة         |
|                                                                         | والبليس ، · بونز ، · فورنس | تقرير | ميلينديز · ريفويلتو   | الحكم: ديغولادا |
| ملاحظة: ضم فريق برشلونة لهذه المباراة لاعبين من كاتالا، إكس، وإسبانيول. |                            |       |                       |                 |

## المسابقات

### نظرة عامة
| المنافسة       | أول مباراة   | آخر مباراة    | الدور الافتتاحي | المركز النهائي | السجل | السجل | السجل | السجل | السجل | السجل | السجل | السجل   |
| المنافسة       | أول مباراة   | آخر مباراة    | الدور الافتتاحي | المركز النهائي | لعب   | ف     | ت     | خ     | له    | عليه  | ف.أ.  | الفوز % |
| -------------- | ------------ | ------------- | --------------- | -------------- | ----- | ----- | ----- | ----- | ----- | ----- | ----- | ------- |
| بطولة مدريد    | 25 مارس 1906 | 25 مارس 1906  | النهائي         | الفائز         | 1     | 1     | 0     | 0     | 7     | 0     | +7    | 100٫00  |
| كأس الملك 1906 | 9 أبريل 1906 | 10 أبريل 1906 | الدور الأول     | الفائز         | 2     | 2     | 0     | 0     | 7     | 1     | +6    | 100٫00  |
| المجموع        | المجموع      | المجموع       | المجموع         | المجموع        | 3     | 3     | 0     | 0     | 14    | 1     | +13   | 100٫00  |

المصدر: المنافسات

### بطولة مدريد
| النهائي 25 مارس 1906 | نادي مدريد لكرة القدم                         | 7–0   | إنترناسيونال إف سي | حلبة سباق الخيل، مدريد |
|                      | جيه. جيرالت 5' · ريفويلتو · ? · ? · ? · ? · ? | تقرير |                    | الحكم: ألفاريز         |

### كأس الملك
| الدور 1 9 أبريل 1906 | نادي مدريد لكرة القدم                     | 3–0   | نادي ريكرياتيفو هويلفا | حلبة سباق الخيل، مدريد |
|                      | جيه. جيرالت ?' · ريفويلتو ?' · باراغيس ?' | تقرير |                        | الحكم: برادو           |

| النهائي 10 أبريل 1906 | نادي مدريد لكرة القدم         | 4–1   | أثلتيك بلباو | حلبة سباق الخيل، مدريد |
|                       | براست ?'، ?' · باراغيس ?'، ?' | تقرير | أوريبي ?'    | الحكم: واترسون         |

## روابط خارجية
- Realmadrid.com الموقع الرسمي
- المباريات الودية الدولية لـنادي ريال مدريد - نظرة عامة
- 1905-06 (Campeonato de Madrid)